# Aleksandr Stolyarenko
Bản mẫu:Eastern Slavic name
Aleksandr Aleksandrovich Stolyarenko (tiếng Nga: Александр Александрович Столяренко; sinh ngày 18 tháng 1 năm 1991) là một cầu thủ bóng đá người Nga. Anh thi đấu cho F.K. Arsenal Tula.

## Sự nghiệp
Anh ra mắt chuyên nghiệp tại Russian Second Division năm 2007 cho F.K. Krylia Sovetov-SOK Dimitrovgrad.